# Amour Fou
"Amour Fou" je 38. epizoda HBO-ove televizijske serije Obitelj Soprano i dvanaesta u trećoj sezoni serije. Razradu je napisao Frank Renzulli prema priči Davida Chasea. Režirao ju je Tim Van Patten, a originalno je emitirana 13. svibnja 2001.

## Radnja
Carmela se sastaje s Meadow u umjetničkom muzeju gdje ugleda mrlje od krvi. Upita je za tampone i ode u zahod, a zatim se vraća ugledavši Meadow kako razgleda slike. Carmela se rasplače kad ugleda Mistični brak sv. Katarine. Kasnije, gledajući reklamu na televiziji, Carmela počne jecati, ali se ubrzo svlada nakon što shvaća kako se radi samo o reklami za pseću hranu Pedigree. Kasnije ode na ispovijed kod svećenika koji brani doktorat psihologije. Carmela kaže svećeniku kako je zabrinuta da ima rak jajnika i o svojem susretu s dr. Krakowerom. Svećenik upita Carmelu voli li Tonyja na što ona odgovara, "Volim." On joj savjetuje da ga ne napušta nego da mu pomogne u zajedničkom životu i da bude obzirnija prema njemu. Na ručku s drugim suprugama mafijaša, Carmela im kaže kako je potpuno zdrava i kako je bila zabrinuta da je trudna, ali se ispostavilo da se radi o problemima sa štitnjačom. Rosalie Aprile im kaže kako bi se sve trebale diviti Hillary Clinton, ne njezinoj osobnosti nego načinu na koji se nosila kad je Bill Clinton priznao svoju aferu. Carmela kaže kako je to istina i da bi "ona trebala uzor za sve nas".
Tony se nastavlja viđati s Gloriom Trillo, čak i kad se njezino hirovito ponašanje nastavlja. Ona mu se ispriča na parkiralištu ureda Jennifer Melfi, ali je Tony podsjeti, da je ona muškarac "[on] joj ne bi trebao reći gdje bi sada bila". Gloria se ispriča i želi da veza profunkcionira, ali Tony želi razmisliti. Kad on to spomene dr. Melfi, ona mu opet kaže kako je Gloria iznimno slična njegovoj majci, Liviji, iako on tvrdi kako ne vidi sličnosti. Melfi zatim kaže Tonyju da ga Gloria voli i da ima iskustva s neuspjelim vezama o kojima Melfi ne može razgovarati. Tony odlučuje vezi pružiti drugu šansu, ali nakon što se Gloria iskali na Tonyju nakon što je pronašla probušene automobilske gume, te odvozi Carmelu kući iz Globe Motorsa nakon što je Carmela svratila u podružnicu Mercedes-Benza na servis, on okončava vezu. Tijekom mučne svađe s Gloriom, ona mu se naruga, "Jadan ti", i da bi trebao "...sjesti straga kao mutavac". To su fraze koje je i Livia nekoliko puta uputila Tonyju, a on iznenada shvaća da je ona baš kao i njegova majka ("Poznavao sam te svoj cijeli jebeni život."). Nakon što je pošao prema vratima, Gloria zaprijeti da će, ako ode, Carmeli i njegovoj obitelji reći za njihovu aferu. Tony je u bijesu ošamari. Ona uzvraća i on je počne daviti. Ona ga počne moliti da je ubije, ali on samo ode. Sljedećeg dana, Patsy Parisi odlazi na pokusnu vožnju u Mercedesu s Gloriom. Nakon što Patsy zaustavi auto, Gloria se zabrine i zaprijeti da će pozvati policiju. Patsy zatim zaprijeti Gloriji pištoljem ako se ponovno približi Tonyju Sopranu ili pokuša kontaktirati njega ili njegovu obitelj, te da će biti on, ne Tony, koji će je ubiti. Zatim izlazi iz Mercedesa i odlazi u svojem Cadillacu, ostavivši Gloriu potresenu.
Jackie Aprile, Jr. i njegov prijatelj Dino Zerilli žele nešto više od života i napredovati u organizaciji. Nakon što je čuo priču Ralpha Cifaretta o tome kako su Tony i Jackie Aprile, Sr. po kratkom postupku postali članovi obitelji nakon što su opljačkali kartašku partiju "Feecha" La Manne, dvojac planira učiniti isto tijekom partije Eugenea Pontecorva. Jackie i Dino isprva oklijevaju i umalo ne odustaju, ali kasnije te večeri odlučuju ostvariti plan te upitaju Carla Renzija želi li im se pridružiti jer on ima sačmaricu. Uzimaju skijaške maske i odlaze do okupljališta ekipe Aprile gdje se održava pokeraška partija, ali se preplaše kad ugledaju poznata lica: Christophera Moltisantija, Furia Giuntu i Ally Boya Baresea. Carlo i Dino zatraže da im igrači dadnu svoj novac i da budu tiho dok Jackie stoji u tišini uplašen da netko ne prepozna njegov glas. Djelitelj "Sunshine" počne vikati na pljačkaše, a uspaničeni ga Jackie ustrijeli i ubije. Mafijaši izvlače pištolje i počinje pucnjava: Jackie pogađa Furia u bedro, a Christopher ustrijeli Carla u čelo. Matush, Jackiejev vozač za bijeg, napušta pljačkaše čim je čuo pucnjeve, a Jackie i Dino istrče na ulicu. Jackie ukrade vozilo koje je u tom trenutku prolazilo ulicom, ostavivši Dina, kojeg hvataju i ubijaju Ally Boy i Christopher. Furia odvode do ordinacije dr. Frieda, urologa. U čekaonici, Christopher upozori Tonyja da zna da je Jackie Jr. pljačkaš koji je pobjegao i da mora biti ubijen. Međutim, Tony se doima uzdrmanim, zbog svojeg dugogodišnjeg poznanstva s Jackiejevim ocem.
U mesnici sljedećeg jutra, Ralphie se sastaje s Tonyjem kako bi razgovarali o sudbini Jackieja Jr. Ralphie mu očajnički želi oprostiti zbog svoje veze s Jackiejevom majkom, ali zbog onoga što se dogodilo s Furiom i Sunshineom preko svega se ne može prijeći. Tony kaže Ralphieju da je to, jer je Pontecorvo član Ralphiejeve ekipe, njegova odluka, ali da se uvjeri da ona bude ispravna, te da će razumjeti ako Ralphie oprosti Jackieju. Međutim, Tony natukne Ralphieju da bi, ako oprosti Jackieju, mogao izgubiti poštovanje ostalih kapetana, ali mu Tony savjetuje i da ne obraća pozornost na njihova mišljenja. Tony se iz svega izvlači čiste savjesti. Ralphie kasnije kaže Rosalie da je Jackie vjerojatno otišao na Floridu, te da ima problem s drogom, što nju teško uznemiri.
Epizoda završava s Patsyjem Parisijem koji razgovara na mobitelu o namirnicama te se odvozi u svojem autu, reflektirajući svoje posljednje riječi upućene Gloriji nakon što joj je zaprijetio: "Posljednje lice koje ćeš vidjeti bit će moje, ne Tonyjevo. Razumiješ? Neće biti nimalo lijepo."

## Glavni glumci
- James Gandolfini kao Tony Soprano
- Lorraine Bracco kao Dr. Jennifer Melfi
- Edie Falco kao Carmela Soprano
- Michael Imperioli kao Christopher Moltisanti
- Dominic Chianese kao Corrado Soprano, Jr. *
- Steven Van Zandt kao Silvio Dante
- Tony Sirico kao Paulie Gualtieri *
- Robert Iler kao A.J. Soprano *
- Jamie-Lynn Sigler kao Meadow Soprano
- Aida Turturro kao Janice Soprano
- Joe Pantoliano kao Ralph Cifaretto
- Drea de Matteo kao Adriana La Cerva *
- Federico Castelluccio kao Furio Giunta

 * samo potpis

### Gostujući glumci
| - Jason Cerbone kao Jackie Aprile Jr. - Andy Davoli kao Dino Zerilli - Louis Crugnali kao Carlo Renzi - Nick Tarabay kao Matush - Robert Funaro kao Eugene Pontecorvo - Isaach De Bankolé kao otac Obosi - Sharon Angela kao Rosalie Aprile - Toni Kalem kao Angie Bonpensiero - Maureen Van Zandt kao Gabriella Dante - Dan Grimaldi kao Patsy Parisi - Paul Mazursky kao Sunshine - Lewis J. Stadlen kao dr. Ira Freid | - Richard Maldone kao Albert Barese - Victor Truro kao dr. Rotelli - Joanie Ellen kao asistentica liječnika - Anna Mastroianni kao žena u autu - Michael Lee Patterson kao Martin - Stephen Peabody kao direktor servisa - Kevin Janicelli kao Roy Del Guercio - Anthony Zayas kao Cholo #1 - Freddy Martinez kao Cholo #2 - Cesar De León kao Cholo #3 - Annabella Sciorra kao Gloria Trillo |

## Umrli
- "Sunshine": mafijaški djelitelj ubijen tijekom pljačke pokerske partije.
- Carlo Renzi: ubija ga Christopher tijekom pljačke pokerske partije.
- Dino Zerilli: ubijen ispred okupljališta ekipe Aprile od strane Christophera i Ally Boya Baresea.

## Naslovna referenca
- Francuski izraz koji u prijevodu znači "luda ljubav", izraz koji dr. Melfi koristi kako bi opisala vezu između Tonyja i Glorie.

## Produkcija
- Radni naslov epizode bio je "Stepping Up".
- Na komentaru DVD izdanja treće sezone, David Chase tvrdi kako je ovo epizoda s "najvećom pucnjavom koju smo ikada snimili".[1]
- Sitne čahure koje se mogu vidjeti kako udaraju o pločnik nakon što Chris ubija Dina nakon pljačke dodane su u postprodukciji korištenjem računalno generiranih slika.[1]

## Poveznice s drugim medijima
- Jackie i Dino gledaju scenu "križanja nogu" iz filma Sirove strasti.
- Tijekom nasilne svađe, Gloria Trillo zgrabi otvarač kako bi se obranila od Tonyja, što podsjeća na scenu s Gandolfinijem (Soprano) i Patriciom Arquette u Pravoj romansi.

## Glazba
- Ova epizoda počinje s istom glazbom s kojom završava prethodna, "Pine Barrens" – arijom "Sposa son disprezzata" iz opere Bajazet Antonija Vivaldija, koju izvodi Cecilia Bartoli.
- Pjesma sastava The Bangles "Walk Like an Egyptian" svira u pizzeriji kad se Chris sastaje s Jackiejem i Dinom.
- Tijekom odjavne špice svira "Affection" Little Stevena and the Lost Boys. Pjevač sastava Steve Van Zandt u seriji glumi Silvia.
- Kad se Ralphie vraća k Rosalie svira obrada Boba Dylana talijanske ljubavne pjesme "Ritorna-Me" koju originalno izvodi Dean Martin.

## Vanjske poveznice
- Amour Fou u internetskoj bazi filmova IMDb-a